# Walter Bodmer
Walter Bodmer FRS (Frankfurt am Main, 10 de janeiro de 1936) é um geneticista humano britânico nascido na Alemanha.